# پیشگویی ویرژیل
پیشگویی ویرژیل (انگلیسی: Sortes Vergilianae) نوعی پیشگویی توسط کتاب است که در آن توصیه‌ها یا پیش‌بینی‌های آینده با تفسیر بخش‌هایی از آثار شاعر رومی ویرژیل جستجو می‌شود. استفاده از آثار ویرژیل برای پیشگویی ممکن است به اوایل قرن دوم پس از میلاد بازگردد و بخشی از سنت گسترده‌تری است که شاعر را با جادو مرتبط می‌کند. به نظر می‌رسد که این سیستم از گونه‌های قرعه‌کشی در روم باستان به نام سورتس باشد.